# 马国瑞
马国瑞（1915年—2005年），原名王金印，曾名王子玺，河北省南宫县和生店村人，中华人民共和国政治人物。
早年就学于南宫县立师范学校，后参加学生运动，组织游击部队。曾任冀南特委书记，冀鲁豫省委宣传部部长等职，1938年6月作为省委代表被派往冀鲁边区，同月至10月任八路军冀鲁边区军政委员会书记。1939年冬赴延安，入中共中央党校学习，任西北局党校副校长，延安中央党校六部主任。1945年4月至6月作为山东代表团成员出席中共七大。第二次国共内战期间，担任中共冀南区委副书记、冀南军区副政治委员兼政治部主任。1946年，任晋冀鲁豫野战军二纵副政委。1948年，兼任冀南军区政委。中华人民共和国成立后，担任中共河北省委代理书记、河北省军区副政委。1955年，任河北省政协主席。1978年，任中共中央纪律检查委员会副书记、书记。1985年，中顾委委员。